# Orchamoplatus
Orchamoplatus is een geslacht van halfvleugeligen (Hemiptera) uit de familie witte vliegen (Aleyrodidae), onderfamilie Aleyrodinae.
De wetenschappelijke naam van dit geslacht is voor het eerst geldig gepubliceerd door Russell in 1958. De typesoort is Aleuroplatus (Orchamus) mammaeferus.

## Soorten
Orchamoplatus omvat de volgende soorten:
- Orchamoplatus caledonicus (Dumbleton, 1956)
- Orchamoplatus calophylli Russell, 1958
- Orchamoplatus citri (Takahashi, 1940)
- Orchamoplatus dentatus (Dumbleton, 1956)
- Orchamoplatus dumbletoni (Cohic, 1959)
- Orchamoplatus incognitus (Dumbleton, 1956)
- Orchamoplatus louiserussellae Martin, 1999
- Orchamoplatus mammaeferus (Quaintance & Baker, 1917)
- Orchamoplatus montanus (Dumbleton, 1956)
- Orchamoplatus niuginii Martin, 1985
- Orchamoplatus noumeae Russell, 1958
- Orchamoplatus perdentatus Dumbleton, 1961
- Orchamoplatus plumensis (Dumbleton, 1956)
- Orchamoplatus porosus (Dumbleton, 1956)